# Żeneta rybożerna
Żeneta rybożerna, rybożer (Genetta piscivora) – gatunek drapieżnego ssaka z podrodziny Genettinae w obrębie rodziny wiwerowatych (Viverridae).

## Taksonomia
Gatunek po raz pierwszy zgodnie z zasadami nazewnictwa binominalnego opisał w 1919 roku amerykański zoolog Joel Asaph Allen nadając mu nazwę Genetta piscivora. Holotyp pochodził z Niapu, w Demokratycznej Republice Konga. 
Autorzy Illustrated Checklist of the Mammals of the World uznają ten gatunek za monotypowy.

### Etymologia
- Genetta: starofr. genette „żeneta”[8].
- piscivora: łac. piscis „ryba”[9]; -vorus „jedzący”, od vorare „pożerać”[10].

## Zasięg występowania
Żeneta rybożerna występuje endemicznie w Demokratycznej Republice Konga.

## Morfologia
Wymiary dla dwóch dorosłych samców: długość ciała (bez ogona) 44,5–49,5 cm, długość ogona 34–41,5 cm, długość ucha 6 cm, długość tylnej stopy 8,3–9 cm; masa ciała około 1,5 kg. Sierść brunatno-czarna, ogon czarny, białe cętki w okolicy oczu. Wzór zębowy: I {\displaystyle {\tfrac {3}{3}}} C {\displaystyle {\tfrac {1}{1}}} P {\displaystyle {\tfrac {4}{4}}} M {\displaystyle {\tfrac {2}{2}}} = 40.

## Ekologia
Gatunek słabo poznany, prowadzący ziemno-wodny tryb życia. Żywi się rybami, choć słabo pływa.